# Talwar

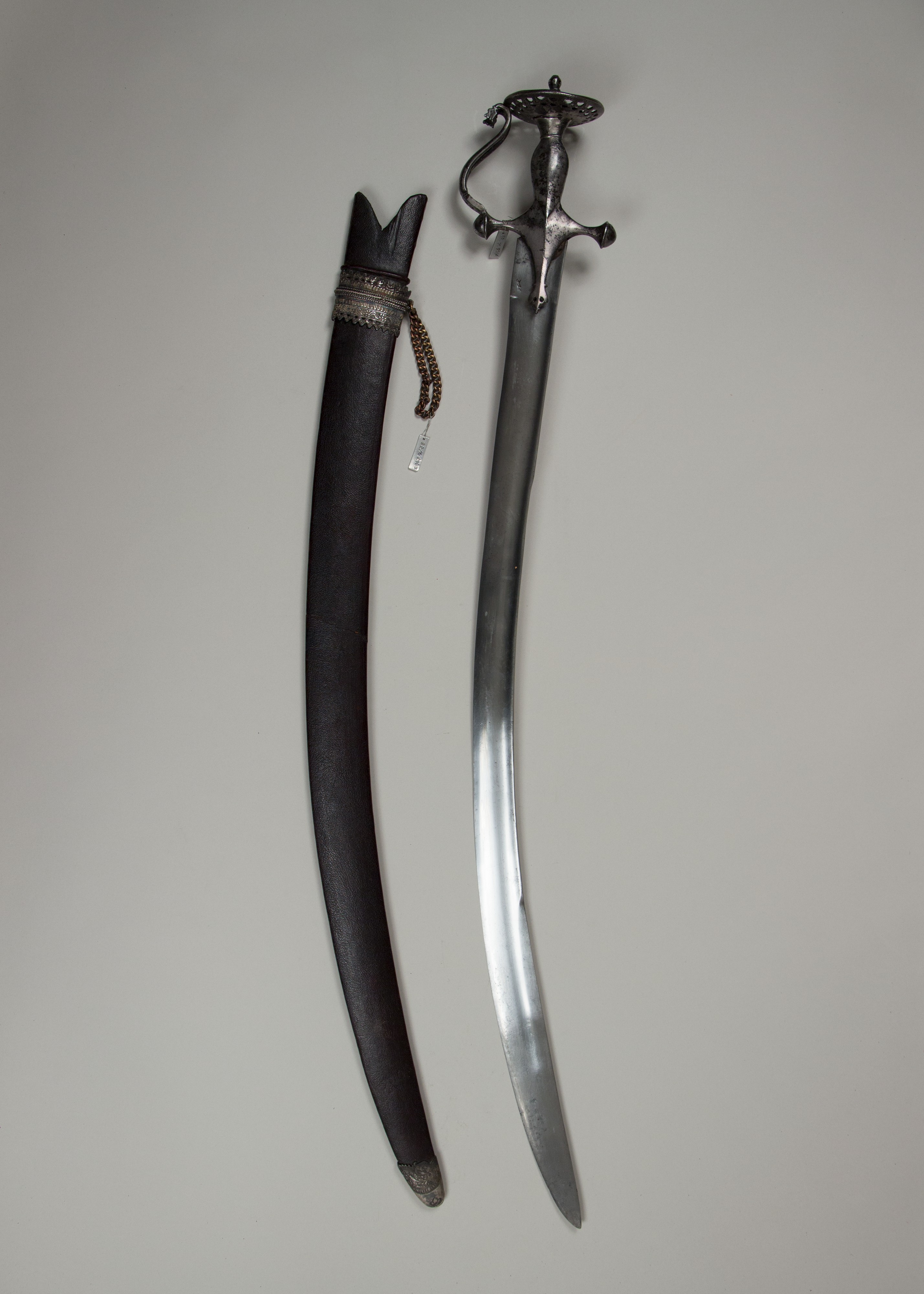
Talwar

Talwar (dewanagari: तलवार, ang.  również tulwar) – szabla indyjska o zakrzywionej głowni wykonanej ze stali damasceńskiej.
Broń wywodzi się od mogolskiej szabli i jest podobna do perskiej odmiany szabli, szamszira. Ewolucja tej szabli jest dobrze udokumentowana dzięki zachowanym miniaturom szkoły timurydzkiej i mogolskiej. Głownie w większości gładkie, niekiedy z kilkoma struzinami przy tylcu, w okresie schyłkowym często zdobione reliefami z figur ludzkich lub zwierzęcych. Rękojeści z esowatym kabłąkiem prowadzonym od jelca do głowicy, czasami tzw. hinduska rękojeść koszowa lub w stylu perskim. XVIII-wieczne talwary majsurskie posiadają głowice w postaci lwiej głowy, zaś końcówki jelców ozdobione są motywem baranich łbów. Egzemplarze w polskich zbiorach znajdują się m.in. w Muzeum Wojska Polskiego w Warszawie, Muzeum Narodowym w Krakowie oraz w Zamku Królewskim na Wawelu.